# Amerotyphlops lehneri
Espèce
Synonymes
- Typhlops lehneri Roux, 1926

Amerotyphlops lehneri est une espèce de serpents de la famille des Typhlopidae. 

## Répartition
Cette espèce est endémique de l'État de Falcón au Venezuela.

## Étymologie
Cette espèce est nommée en l'honneur d'Ernst Lehner.

## Publication originale
- Roux, 1926 : Notes d’erpétologie sud-américaine. Revue Suisse de Zoologie, vol. 33, no 4, p. 291-299 (texte intégral).